# Suctobelbella cornigera
Suctobelbella cornigera är en spindeldjursart som först beskrevs av Berlese 1902.  Suctobelbella cornigera ingår i släktet Suctobelbella, och familjen Suctobelbidae. Arten är reproducerande i Sverige.